# Văn Phương
Văn Phương là một xã thuộc huyện Nho Quan, tỉnh Ninh Bình, Việt Nam.

## Địa lý
Xã Văn Phương cách trung tâm thành phố Ninh Bình 26 km, có vị trí địa lý:
- Phía đông giáp xã Thanh Lạc
- Phía nam giáp xã Văn Phú
- Phía tây giáp xã Cúc Phương
- Phía bắc giáp các xã Yên Quang và Văn Phong.

Xã Văn Phương có diện tích 8,95 km², dân số năm 2019 là 3.865 người, mật độ dân số đạt 432 người/km².
Xã nằm trên quốc lộ 12B nối thành phố Tam Điệp với thị trấn Nho Quan đi các tỉnh Hòa Bình, Sơn La.

## Lịch sử
Xã được thành lập theo quyết định số 199/QD ngày 22/7/1964 trên cơ sở tách từ xã Quang Trung.